# Trabitz (Calbe)

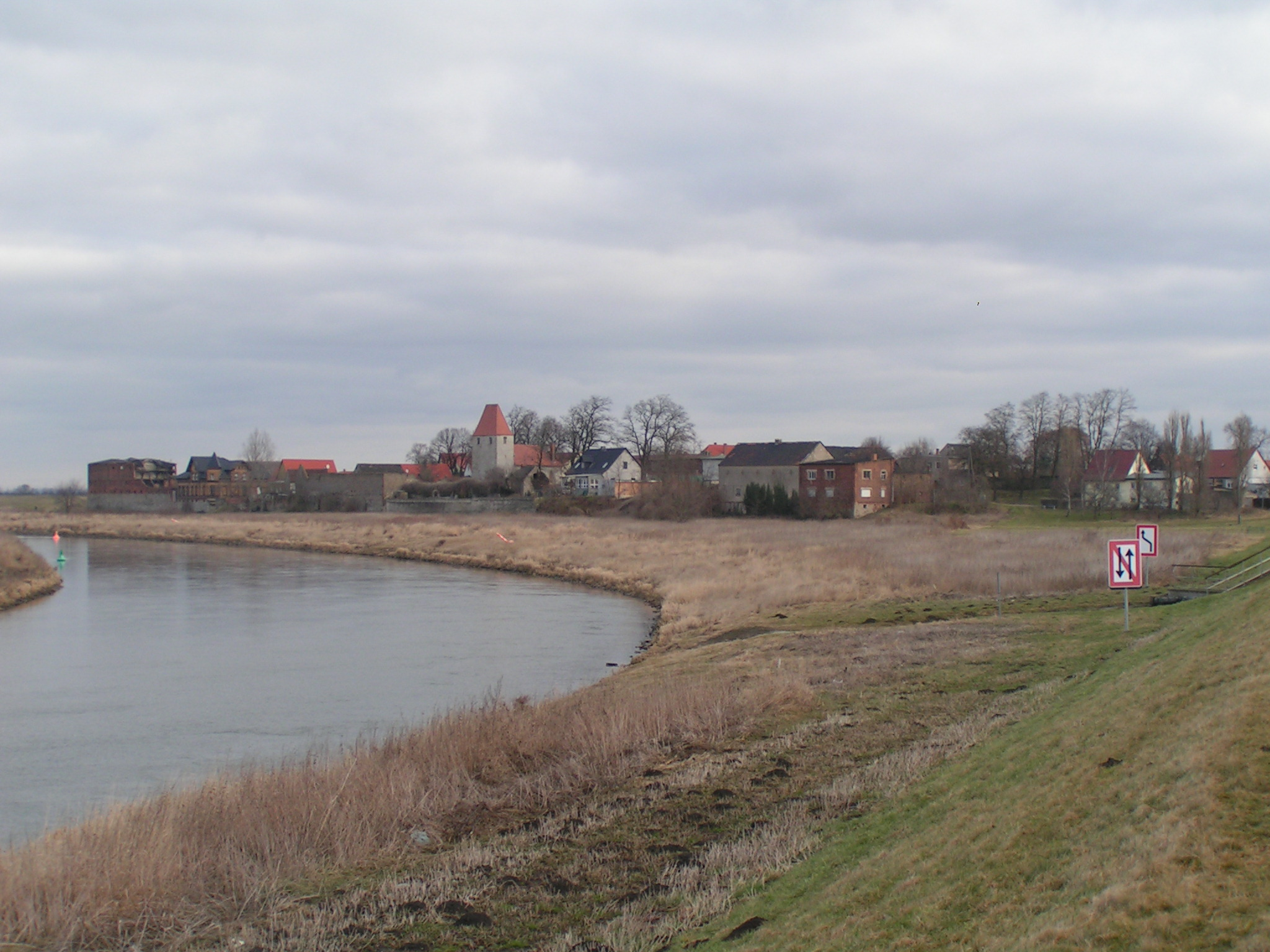
Blick vom Saaledamm auf Trabitz

Trabitz ist ein Ortsteil der Stadt Calbe (Saale) im sachsen-anhaltischen Salzlandkreis.

## Geografie und Verkehr
Trabitz liegt am letzten Mäanders der Saale, bevor der Fluss nach sechzehn Kilometern in die Elbe fließt. Der Flusslauf wird hier als untere Saalestrecke II benannt und ist durch den Trabitzer Felsen gekennzeichnet. Der 20 Hektar große Ortskern liegt auf einer Höhe von 58 Metern und ist von landwirtschaftlichen Nutzflächen umgeben. 800 Meter vom Ort entfernt liegt eine geflutete ehemalige Kiesgrube. Östlich von Trabitz erstreckt sich das Biosphärenreservat Mittelelbe.
Das Stadtzentrum von Calbe ist über die Kreisstraße 1288 und die Landesstraße 63 nach acht Kilometern zu erreichen. Ebenfalls über die L 63 kommt man nach dreizehn Kilometern zur Auffahrt der Autobahn 14. Über den Bahnhof Calbe-Stadt kommt man zur Bahnstrecke Berlin–Güsten, die  Bahnstrecke Magdeburg–Leipzig ist über den sechs Kilometer entfernten Bahnhof Sachsendorf zu erreichen.

## Geschichte
Im Bereich des heutigen Ortes siedelten zwischen dem 7. und 10. Jahrhundert Slawen. Am 4. Mai 945 wurde die Siedlung in einer Schenkungsurkunde von Frankenkönig Otto I. unter der Bezeichnung „tribunice“ erstmals schriftlich erwähnt. Noch unter dem Namen „Drogebutz“ kam es in den Besitz des Erzbistums Magdeburg und wurde dem drei Kilometer entfernten Kloster Gottesgnaden unterstellt. Im 13. Jahrhundert bauten sich die Einwohner aus Bruchsteinen eine Kirche, dessen Schiff um 1500 erweitert wurde. Nach der Säkularisation des Klosters erhielt Trabitz 1562 den Status eines eigenständigen Amtsdorfes. Nach dem Dreißigjährigen Krieg kam das landwirtschaftlich geprägte Dorf 1648 unter brandenburg-preußische Herrschaft. Nach dem Sieg Napoleons über Preußen kam Trabitz 1807 zum französisch beherrschten Königreich Westphalen und wurde vom Kanton Calbe im Distrikt Magdeburg verwaltet. 1813 kehrte Trabitz nach der Völkerschlacht bei Leipzig wieder zu Preußen zurück. Mit der preußischen Verwaltungsreform von 1815 wurde der Ort in den Kreis Calbe eingegliedert. Die beiden Bahnlinien Magdeburg-Leipzig (seit 1840) und Berlin–Güsten (1879) nahmen für Trabitz einen ungünstigen Verlauf, da die nächsten Bahnhöfe in Calbe und Sachsendorf in mehr als fünf Kilometer Entfernung eingerichtet wurden. 1910 hatte Trabitz 231 Einwohner, deren Zahl 1933 mit 285 Einwohnern ihren vorläufigen Höhepunkt erreichte. Zu Beginn des Zweiten Weltkriegs war die Bevölkerungszahl 1939 bereits wieder auf 259 gesunken. Im April 1945 wurde Trabitz von der US-Armee eingenommen, drei Monate später aber an die Rote Armee übergeben. Nachdem die Sowjetische Besatzungszone 1949 in die DDR umgewandelt worden war, erließ diese 1950 eine Verwaltungsreform, mit der der Landkreis Calbe in Landkreis Schönebeck umbenannt wurde. Das erst 1948 neu errichtete Schulgebäude wurde bereits 1951 wieder geschlossen, die Schüler wurden danach in Calbe unterrichtet. Durch eine weitere Verwaltungsreform wurden 1952 die Länder auf dem Gebiet der DDR zugunsten von Bezirken abgeschafft. Trabitz wechselte damit vom Land Sachsen-Anhalt in den Bezirk Magdeburg. 1958 traten die letzten Trabitzer Bauern der Landwirtschaftlichen Produktionsgenossenschaft bei. Die Zahl der Einwohner lag 1964 bei 313 Personen. Nach der Wiedervereinigung Deutschlands kehrte Trabitz in das wiedergegründete Land Sachsen-Anhalt zurück. Am 1. April 1994 wurde Trabitz mit seinen etwa 200 Einwohnern nach Calbe eingemeindet. 2007 wurde der Landkreis Schönebeck aufgelöst und Trabitz kam mit Calbe zum neugebildeten Salzlandkreis.

## Politik
- FWT: 5

### Ortschaftsrat
Vorsitzender des Ortschaftsrats Trabitz ist Enrico Eisfeld (FWT).

## Kulturdenkmäler
- Kriegerdenkmal